# Pantomallus rugosus
Pantomallus rugosus es una especie de escarabajo del género Pantomallus, tribu Eburiini, subfamilia Cerambycinae. Fue descrita científicamente por Martins & Galileo en 2005.
La especie se mantiene activa durante el mes de noviembre.

## Descripción
Mide 14-22,4 milímetros de longitud.

## Distribución
Se distribuye por Bolivia.